# Liste der Bodendenkmäler in Rheine
Die Liste der Bodendenkmäler in Rheine enthält die denkmalgeschützten unterirdischen baulichen Anlagen, Reste oberirdischer baulicher Anlagen, Zeugnisse tierischen und pflanzlichen Lebens und paläontologischen Reste auf dem Gebiet der Stadt Rheine im Kreis Steinfurt in Nordrhein-Westfalen (Stand: Dezember 2015). Diese Bodendenkmäler sind in Teil B der Denkmalliste der Stadt Rheine eingetragen; Grundlage für die Aufnahme ist das Denkmalschutzgesetz Nordrhein-Westfalen (DSchG NRW).
| Bild           | Bezeichnung                                                                         | Lage                                                                                      | Beschreibung                                         | Bauzeit | Eingetragen seit | Denkmal- nummer |
| -------------- | ----------------------------------------------------------------------------------- | ----------------------------------------------------------------------------------------- | ---------------------------------------------------- | ------- | ---------------- | --------------- |
| weitere Bilder | Megalithgrab                                                                        | Schotthock Hovesaatstraße                                                                 |                                                      |         | 29.11.1984       | B 1             |
|                | Schwedenschanze                                                                     | Bentlager Wald                                                                            |                                                      |         | 04.10.1984       | B 2             |
|                | 2 Grabhügel                                                                         | Mesum-West Franziskusstraße beim Bach Lütke Beeke                                         |                                                      |         | 19.07.1984       | B 3             |
|                | Grabhügel                                                                           | Mesum-West Franziskusstraße Nähe Krankenhaus                                              |                                                      |         | 19.07.1984       | B 4             |
|                | Grabhügel                                                                           | Hauenhorst Hühnenstraße                                                                   |                                                      |         | 19.07.1984       | B 5             |
|                | Grabhügelfeld                                                                       | Hilgenfeld Hessenweg                                                                      |                                                      |         | 10.05.1985       | B 6             |
|                | Wallanlage Hessenschanze                                                            | Eckenerstraße                                                                             |                                                      |         | 19.07.1989       | B 7             |
|                | Grabhügel                                                                           | Mesum-Süd Industriestraße / Tiefer Weg                                                    |                                                      |         | 22.08.1985       | B 8             |
|                | Grabhügelgruppe                                                                     | Industriestraße                                                                           |                                                      |         | 10.05.1985       | B 9             |
|                | Stadtmauerrest                                                                      | Hohe Lucht                                                                                | Bei Ausbau des Emsuferweges im Pflaster dokumentiert |         |                  | B 10            |
|                | Grabhügel                                                                           | Mesum-West Franziskusstraße gegenüber HS.Nr. 71                                           |                                                      |         | 24.09.1986       | B 11            |
|                | Grabhügel                                                                           | Mesum-West Ringstraße gegenüber HS.Nr. 156                                                |                                                      |         | 24.09.1986       | B 12            |
|                |                                                                                     |                                                                                           | noch keine genauen Erkenntnisse                      |         |                  | B 13            |
|                | Landwehr Rodde                                                                      | Fernrodde Am Schwarzen Mörken                                                             |                                                      |         | 12.12.1989       | B 14            |
|                |                                                                                     |                                                                                           | Gelöscht am 22.04.2009 nach abgeschlossener Grabung  |         | 23.06.1994       | B 15            |
|                | ehemalige Burgstelle und Pestfriedhof                                               | Heiliggeistplatz 2                                                                        |                                                      |         | 27.07.1993       | B 16            |
|                | untertägige Markteinrichtungen, Brunnen, Kleinfunde                                 | Marktplatz                                                                                |                                                      |         | 27.07.1993       | B 17            |
|                | frühmittelalterlicher Königshof mit Palisaden, Wall, Graben                         | Falkenhof                                                                                 |                                                      |         | 27.07.1993       | B 18            |
|                | ehemaliges Franziskanerkloster St. Joseph, Reste der Klosterkirche, Konventsgebäude | Borneplatz                                                                                |                                                      |         | 27.07.1993       | B 19            |
|                | Stadtbefestigung des 14. Jahrhunderts                                               | a) Marktstraße b) Klostergarten c) Bahnhofsstraße d) Herrenschreiberstr. e) Am Münstertor |                                                      |         | 30.05.1994       | B 20            |
|                | Vorgängerbauten, Bodenverfärbungen, Bestattungen                                    | Kirche St. Dionysius und Umfeld                                                           |                                                      |         | 06.01.1994       | B 21            |
|                | ehemaliger jüdischer Friedhof, frühneuzeitliche Stadtbefestigung                    | Am Mühlentörchen                                                                          |                                                      |         | 06.01.1994       | B 22            |
|                | ehemaliges Neues Hospital - Reste der Vorgängerbauten                               | Herrenschreiberstraße 17/19                                                               |                                                      |         | 06.01.1994       | B 23            |
|                | Kloster/Schloß Bentlage - Fundamente -                                              | Bentlager Weg 130-134                                                                     |                                                      |         | 19.01.1995       | B 24            |
|                | Ehemaliger Kalksteinbruch am Waldhügel                                              | Waldhügel                                                                                 |                                                      |         | 23.09.2007       | B 25            |
|                | Bestattungsplatz der Jungsteinzeit, der bronze- und der Eisenzeit                   | Klusenweg, Telbereiche Nordwest und Ost                                                   |                                                      |         | 17.09.2009       | B 26            |
|                | Flakstellung des Zweiten Weltkrieges                                                | Wellenbrink 81                                                                            |                                                      |         | 05.05.2014       | B 27            |